# Дети Дюны
«Дети Дюны» — третий роман Фрэнка Герберта из цикла «Хроники Дюны». По книге был снят одноимённый мини-сериал.

## Сюжет
Слепой Пол Атрейдес (Муад’Диб) и император, ушёл в пустыню. Власть захватила его сестра Алия (регент при несовершеннолетних детях Пола, Лето II и Ганиме). Однако власть над самой Алией постепенно захватил «живущий» в её генетической памяти дед — барон Владимир Харконнен. В столице империи объявляется проповедник, обличающий режим Алии и культ Муад’Диба. Многие, однако, думают, что этот проповедник и есть Муад’Диб. Орден Бене Гессерит в очередной раз организует заговор против власти, свергнутая Полом династия Коррино независимо также делает это. Для этого заговорщики хотят убить детей-наследников Пола. Те ещё малы, но в них, как и в Алии, тоже живут предки. Планы самих детей никто не принимает в расчёт, пока не становится слишком поздно…